# Ньякахура
Ньякахура (суахили и англ. Nyakahura) — небольшой город и община (ward / shehia) на северо-западе Танзании, на территории области Кагера. Входит в состав округа Бихарамуло.

## Географическое положение
Город находится в южной части области, на левом берегу реки Мверуси, на высоте 1288 метров над уровнем моря.
Ньякахура расположена на расстоянии приблизительно 186 километров к юго-юго-западу (SSW) от города Букоба, административного центра провинции и на расстоянии приблизительно 1010 километров к северо-западу от столицы страны Дар-эс-Салама.

## Население
По данным официальной переписи 2012 года численность населения Ньякахуры составляла 26 123 человека, из которых мужчины составляли 51,2 %, женщины — соответственно 48,8 %.

## Транспорт
Ближайший аэропорт расположен в городе Нгара.